# Akum (Santa)
Pour les articles homonymes, voir Akum.
Akum (ou Baghangu) est une localité du Cameroun située dans la commune de Santa, le département de la Mezam et la Région du Nord-Ouest.

## Surnom
La localité est encore appelée « Small London », un nom qu'elle a hérité de la colonisation britannique. À cette époque, quelque ressortissants du village ont été embauchés comme agents d'entretien par les colons britanniques, ce qui était considéré comme un honneur. On a fini par les surnommer « les Londoniens » parce qu'ils copiaient les habitudes de leurs employeurs. Au fil du temps, la localité a conservé ce surnom.

## Population
Ce sont principalement des Ngemba.

Au moment du recensement de 1987, Akum comptait 3 919 habitants.

Lors du recensement de 2005, on y a dénombré 4 788 personnes, dont 2 223 hommes et 2 565 femmes.

## Géographie

### Localisation
Akum est situé à 12,6 kilomètres de la commune de Santa et à 10,1 kilomètres de la ville de Bamenda. Le village est divisé en douze quartiers à savoir : Azagne, Kapchoh, Mutchouh, Bagfon, Nilap, Ntamandam, Nsongmualah, Ntinalah, Santa, Ntehnikwi, Njinbawog, et Nsoh.

### Climat
Le climat du village est tropical et froid, avec deux saisons : une pluvieuse de mi-mars à la mi-novembre et une saison sèche de la mi-novembre à la mi-mars.

## Administration et Politique
Le fondom Akum en est à son huitième chef, issu de la dynastie Akum. Le chef actuel se nomme Fon Eugène CHI NGWASHI Ier. Son couronnement a eu lieu le 16 février 2025, succédant ainsi à son père Fon George NDIKUM NGWASHI disparu en septembre 2024 après 66 ans de règne.

## Agriculture
L'agriculture est l'activité économique la plus répandue chez les populations Akum, particulièrement la culture du macabo, du maïs, de la banane, du haricot et des pommes de terre. L'élevage est pratiqué principalement par les Peuls et Bororos qui vivent depuis plusieurs décennies en harmonie avec les populations locales.

## Religion
La population du village est en majorité chrétienne. L'église catholique est la plus représentée avec sa grande paroisse de St Pius X Parish située à Akum Mile 6. L'église presbytérienne y est également très représentée grâce à sa paroisse située à Akum Mile 4.

## Santé
Akum est doté de deux établissements sanitaires, le centre médical public et le centre médical Sainte-Famille créé par les sœurs missionnaires du Saint-Rosaire en 1967.

## Éducation
Akum est doté d'un établissement scolaire secondaire, le lycée d'Akum. Le village possède également une école primaire, l'école presbytérienne d'Akum.